# Tilpat
Tilpat là một thị trấn thống kê (census town) của quận Faridabad thuộc bang Haryana, Ấn Độ.

## Nhân khẩu
Theo điều tra dân số năm 2001 của Ấn Độ, Tilpat có dân số 6377 người. Phái nam chiếm 55% tổng số dân và phái nữ chiếm 45%. Tilpat có tỷ lệ 65% biết đọc biết viết, cao hơn tỷ lệ trung bình toàn quốc là 59,5%: tỷ lệ cho phái nam là 75%, và tỷ lệ cho phái nữ là 53%. Tại Tilpat, 18% dân số nhỏ hơn 6 tuổi.